# Proboscidactyla mutabilis
Proboscidactyla mutabilis is een hydroïdpoliep uit de familie Proboscidactylidae. De poliep komt uit het geslacht Proboscidactyla. Proboscidactyla mutabilis werd in 1902 voor het eerst wetenschappelijk beschreven door Browne. 